# BRP Cape Engaño
Le BRP Cape Engaño (MRRV-4411) est le dixième patrouilleur de classe Parola de la Garde côtière philippine.

## Conception
La Garde côtière philippine a précisé que le navire est un navire de maintien de l’ordre et qu’il est conçu pour mener des missions environnementales et humanitaires, ainsi que des opérations de sécurité maritime et des missions de patrouille maritime.
Le navire a été conçu avec une passerelle de navigation pare-balles et est équipé de détecteurs d’incendie, d’une capacité de vision nocturne, d’un bateau annexe et d’une capacité de radiogoniométrie.
Le navire est équipé d’équipements de communication et de surveillance radio de Rohde & Schwarz, en particulier des radios de communication logicielle M3SR des séries 4400 et 4100, et de l’équipement de surveillance radio DDF205. Ces équipements améliorent les capacités de reconnaissance, de poursuite et de communication du navire.

## Historique
Le BRP Cape Engaño a terminé ses essais en mer à Yokohama, au Japon, et est arrivé au quartier général de la Garde côtière philippine en août 2018.
Le BRP Cape Engaño a été mis en service par la Garde côtière philippine le 23 août 2018, en même temps que le BRP Bagacay lors d’une cérémonie de double commission.
En octobre 2018, le BRP Cape Engaño et le BRP Boracay (2401) ont aidé au transfert des passagers du M/V Super Shuttle 18 qui s’était échoué au large du port de Malay, province d'Aklan, en raison d’un problème de moteur. Les 142 passagers du M/V Super Shuttle 18 ont ensuite été amenés en toute sécurité sur la jetée du port de Caticlan.
Le 19 août 2024, le BRP Cape Engaño et le BRP Bagacay ont été endommagés après avoir été éperonnés par des navires de la Garde côtière chinoise au large du banc Sabina. Le BRP Bagacay a subi un trou de 3 pieds au-dessus de la ligne de flottaison. Une équipe de CBS 60 Minutes avec la journaliste Cecilia Vega était à bord du BRP Cape Engaño lorsqu’il a été encerclé par 14 navires de la Garde côtière chinoise et de la milice maritime et éperonné à 4 heures du matin par un navire de la Garde côtière chinoise. L’éperonnage a creusé un trou de 3 pieds et demi au-dessus de la ligne de flottaison sur le BRP Cape Engaño. Des images montrant les dégâts ont été diffusées dans 60 Minutes dans le segment « Danger en mer de Chine méridionale » diffusé le 15 septembre 2024.